# برنافون
برنافون (انگلیسی: Bernafon) شرکت تجهیزات پزشکی سوئیسی است، که در سال ۱۹۴۶ تأسیس شد.